# 怪誕屍新娘
《怪誕屍新娘》（英語：Corpse Bride，又稱），2005年上映的人偶動畫電影，曾獲第78屆奧斯卡金像獎最佳動畫片獎提名。

## 劇情簡介
維特與維多莉亞被安排了一場婚姻，維特的父母想躋身於貴族，而未婚妻維多利亞的父母則覬覦維特家的錢，不過兩人依然彼此相愛，由於維特未能熟習婚禮的程序，只好獨自在森林裡練習，演練婚禮的動作時把戒指戴在地上的一根枯樹枝上，不料那枯枝實際上是被人謀害的愛蜜莉的手指，從此愛蜜莉便認定維特要娶她為妻並追著他跑，幾經折騰後愛蜜莉將維特帶到陰間見識當地事物並準備婚禮事宜。
身為活人的維特受不了陰間的各種鬼怪及行事風格而逃跑，逃出陰間後維特發現因為他失蹤太久，所以大家以為他已經死了，維多利亞因此被安排另嫁她人，心灰意冷的維特轉念願意喝下毒酒成為死靈與愛蜜莉結婚，發現維特沒死的維多利亞追到禮堂，維特與維多利亞見面後相擁，愛蜜莉發現維特與維多利亞才是天生一對，願意放手成全兩人，而愛蜜莉更發現維多利亞改嫁的對象就是殺死自己的兇手，兇手在陰錯陽差下喝下維特原本欲飲的毒酒、變成死靈後被愛蜜莉的眾鬼友圍毆痛扁帶回陰間，愛蜜莉則是對維特與維多利亞送上誠摯祝福後幻化成蝴蝶冉冉升空。

## 評價
本片在Metacritic根據35條評論，獲得加權平均分數83分（滿分100分），2022年5月，本片在Metacritic列出的影史百大動畫電影排名中名列第61名。

## 外部連結
- （繁體中文）官方网站
- （英文）互联网电影数据库（IMDb）上《怪誕屍新娘》的资料（英文）
- （英文）AllMovie上《怪誕屍新娘》的资料（英文）
- （英文）Box Office Mojo上《怪誕屍新娘》的資料（英文）
- （英文）爛番茄上《怪誕屍新娘》的資料（英文）
- （英文）Metacritic上《怪誕屍新娘》的資料（英文）